# Bettina Streussel
Bettina Streussel, var en östtysk kanotist som tog guld på K-2 500 meter och K-4 500 meter vid sprintvärldsmästerskapen i kanotsport 1982 i Belgrad.